# Joivan Wade

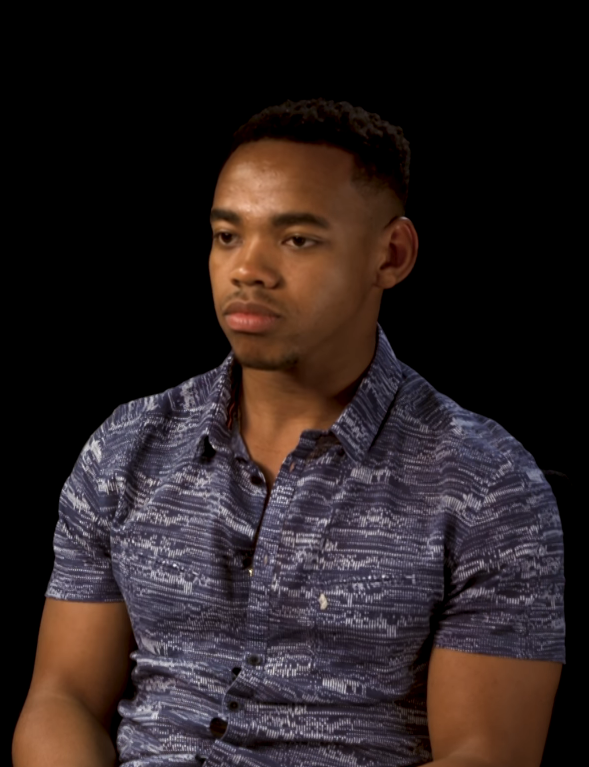
Joivan Wade (2018)

Joivan Wade (* 23. Juli 1993 in London) ist ein britischer YouTuber und Schauspieler. Bekannt ist er durch seine Rollen in Youngers und EastEnders sowie als Victor Stone in Doom Patrol.

## Leben und Karriere
Wade wurde in London geboren und besuchte dort die BRIT School für darstellende Künste, zusammen mit Percelle Ascott. Nachdem sie 2011 neben Dee Kaate bei einer Comedyshow aufgetreten waren, kreierten die drei zusammen die YouTube-Comedyserie Mandem on the Wall, aus der der Kanal The Wall of Comedy erwuchs. Von der Produktionsfirma Big Talk erhielten sie 2013 Hauptrollen in der Fernsehserie Youngers. 2016 hatten sie ihr gemeinsames Kinodebüt in The Weekend. 2018 spielten Wade und Prescott in dem dreiteiligen Kurzfilm Shiro’s Story auf YouTube.
Vor Youngers spielte Wade 2013 bereits in Big School. 2014 und 2015 war er in Doctor Who als Graffitikünstler Rigsy zu sehen. 2016 wurde er in EastEnders neu gecastet für die Rolle Jordan Johnson, die zuvor von 2008 bis 2010 von Michael-Joel David Stuart dargestellt wurde. Seit 2019 verkörpert er Victor Stone alias Cyborg, eine Figur aus dem DC-Universum als Mitglied der Teen Titans, der in den DC-Kinofilmen von Ray Fisher gespielt wird, in der Serie Doom Patrol und hatte als dieser ein Cameo in Legends of Tomorrow.

## Filmografie (Auswahl)
- 2012: Casualty (eine Episode)
- 2013: Big School (6 Episoden)
- 2013–2014: Youngers (16 Episoden)
- 2014–2015: Doctor Who (2 Episoden)
- 2015: Pompidou (eine Episode)
- 2015: The Interceptor (eine Episode)
- 2015: Walliams & Friends (eine Episode)
- 2016: EastEnders (13 Episoden)
- 2016: The Weekend
- 2017: The Break (eine Episode)
- 2018: Shiro’s Story
- 2018: The First Purge
- 2018: VS.
- 2019–2023: Doom Patrol (Fernsehserie, 45 Episoden)
- 2020: Legends of Tomorrow (eine Episode)
- 2023–2024: Bel-Air (Fernsehserie, 6 Episoden)
- 2023: Titans (zwei Episoden)